# Merode (Adelsgeschlecht)

Wappen des Hauses Merode

Merode ist der Name eines katholischen, zum europäischen Hochadel zählenden Uradelsgeschlechts, das einem Zweig der rheinischen Herren von Kerpen  mit dem Stammhaus Kerpen an der Erft entstammt. Dieses erscheint erstmals zwischen 1065 und 1071 mit dem Reichsministerialen Warnerus de Kerpene.
Stammsitz der Familie ist das 1174 erstmals genannte Schloss Merode (im Kreis Düren in Nordrhein-Westfalen), das kulturgeografisch dem Maasland zuzurechnen ist. Der Name Merode leitet sich von der Rodung her (lateinisch „de Rode“, mittelhochdeutsch „van dem Rode“ oder „van me Rode“), wo sich heute der Ort Merode bei Langerwehe befindet. Bauherr der Burg war der Reichsministeriale Werner aus dem Geschlecht derer von Kerpen, der das umliegende Land von Kaiser Friedrich I. Barbarossa zu Lehen erhalten hatte. Schloss Merode ist seit seiner Erbauung vor rund 850 Jahren im Besitz der Familie von Merode.
Diese erhielt 1626 den spanisch-niederländischen Titel Marquis de Westerloo und erbte zu Beginn des 18. Jahrhunderts den französischen Titel Prince de Rubempré. Von einer 1744 erloschenen Linie des Hauses Glymes erbten sie den Titel Comtes de Grimberghe und Princes de Berghes. 1846 wurde ihnen der belgische Fürstenstand mit dem Titel Prince bzw. Princesse de Merode verliehen. 

## Geschichte des Hauses Merode

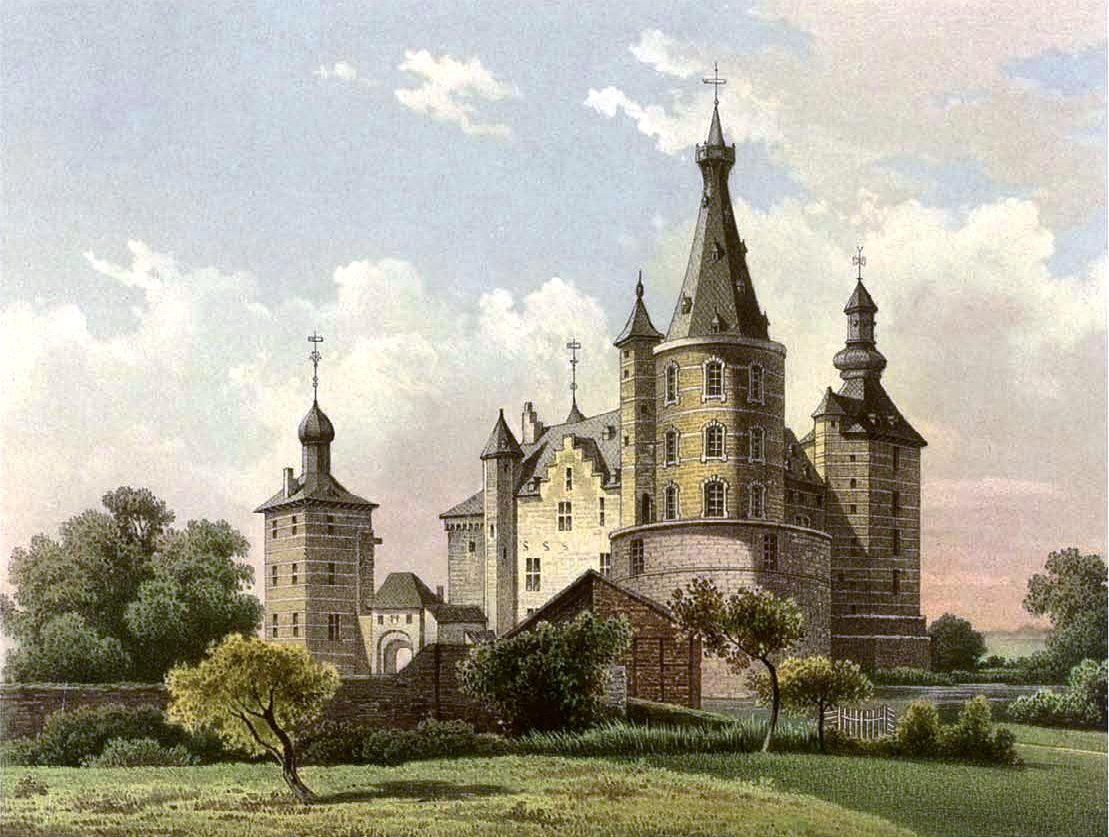
Schloss Merode um 1860, Sammlung Alexander Duncker

Der Reichsministeriale Wernherus de Rode tritt erstmals am 11. April 1174 urkundlich in Maastricht auf. Ab 1262 liegen im Stadtarchiv Köln urkundliche Siegel des Warnerus de Rode vor. Seit dem 14. Jahrhundert wird die Schreibweise „Merode“ gebraucht, im frankophonen Raum Mérode. Die Stammreihe beginnt mit Ritter Werner III. von (Me)rode, erwähnt ab 1246, gestorben 1278 in Aachen. 
Im Jahr 1473 kamen Kaiser Friedrich III. und Herzog Karl der Kühne von Burgund in Trier zusammen und am 1. Oktober 1473 erhielten folgende Familienmitglieder die Erhebung in den Freiherrenstand: Johann auf Merode, Rikalt auf Burg Frenz (ererbt im 14. Jahrhundert) und Hohenfels (Houffalize), Wilhelm auf Veulen, Arnold, Domherr zu Lüttich, und Margarete von Merode.
1484 erbte die Meroder Hauptlinie die flämische Herrschaft Westerlo von der Familie van Wezemaal. Schloss und Gut befinden sich bis heute in ihrem Besitz. Ebenso seit 1715 das wallonische Schloss Rixensart.
Die Herrschaft Waroux (heute Ortsteil von Ans, Belgien), ein Lehen der Grafschaft Loon, kam 1525 durch Agnès de Warfusée, dame de Waroux, an deren Ehemann Richard de Merode († 1539). Der dortige Zweig starb Ende des 17. Jahrhunderts aus.
In Wien wurde am 18. Juni 1622 Freiherr Rikalt von Merode auf Waroux, kurfürstlicher-kölnischer Geheimrat und Oberverweser des Hochstifts Lüttich sowie dessen Sohn Johann Freiherr von Merode auf Osogne, zum Reichsgrafen erhoben.
Die Linie Merode-Houffalize (Hohenfels) auf Burg Gödersheim (seit etwa 1640 im Besitz der Familie) erbte um 1680 die Burg Frenz, nach dem Aussterben der dortigen Linie. Frenz und Gödersheim blieben bis zum Erlöschen des Zweiges Merode-Hohenfels 1826 im Besitz der Familie.

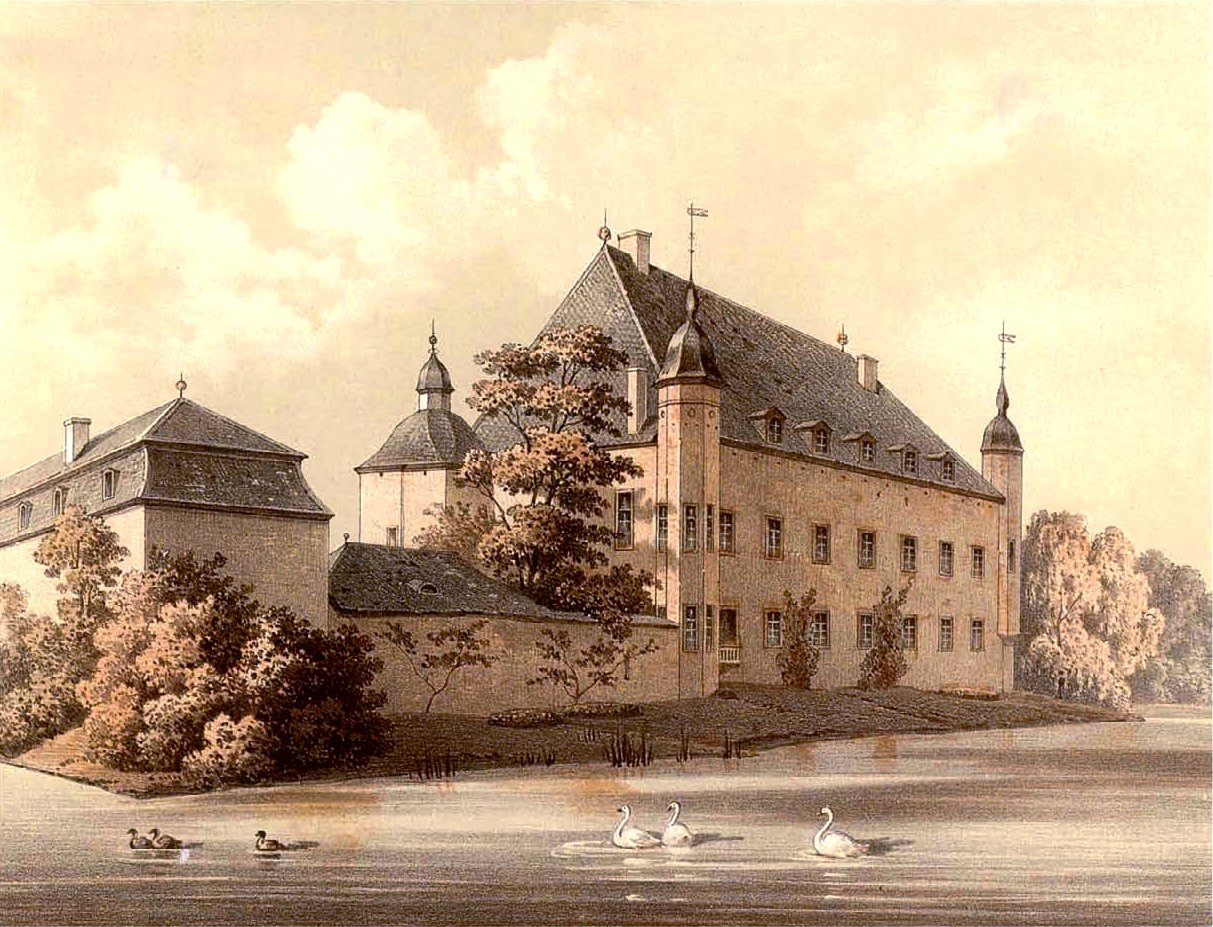
Burg Frenz, Kreis Düren
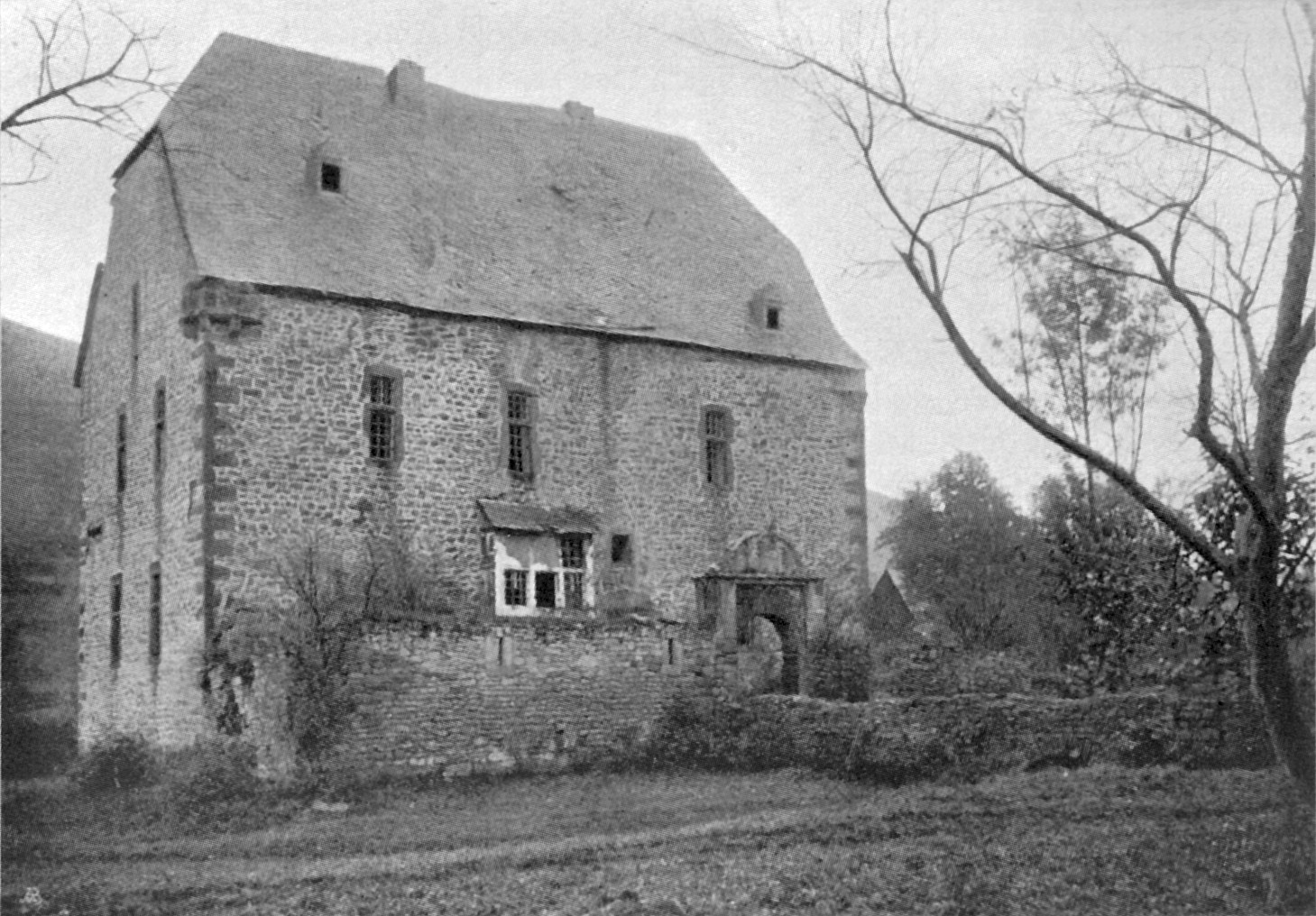
Burg Gödersheim, Kreis Düren
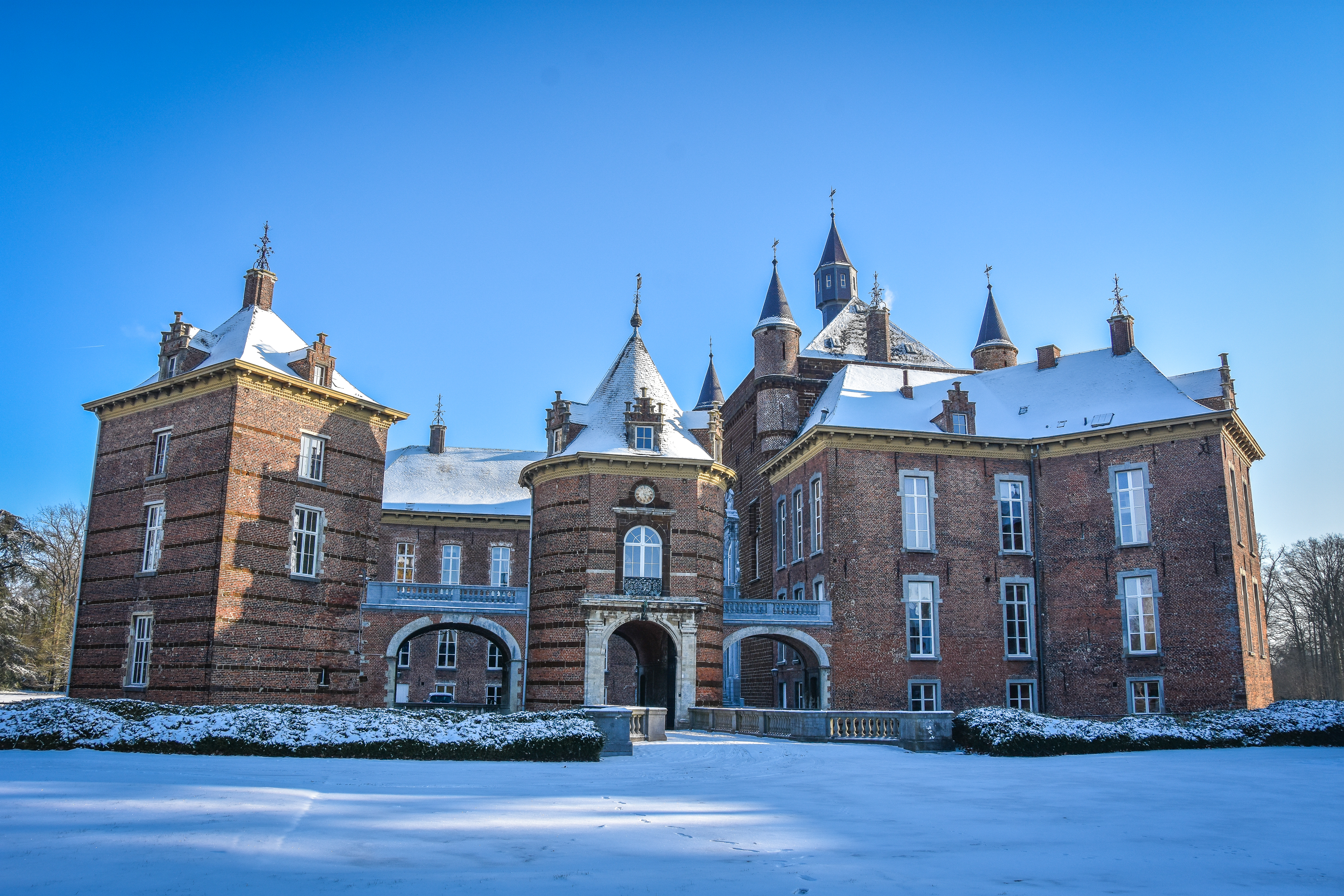
Schloss Merode in Westerlo, Flandern
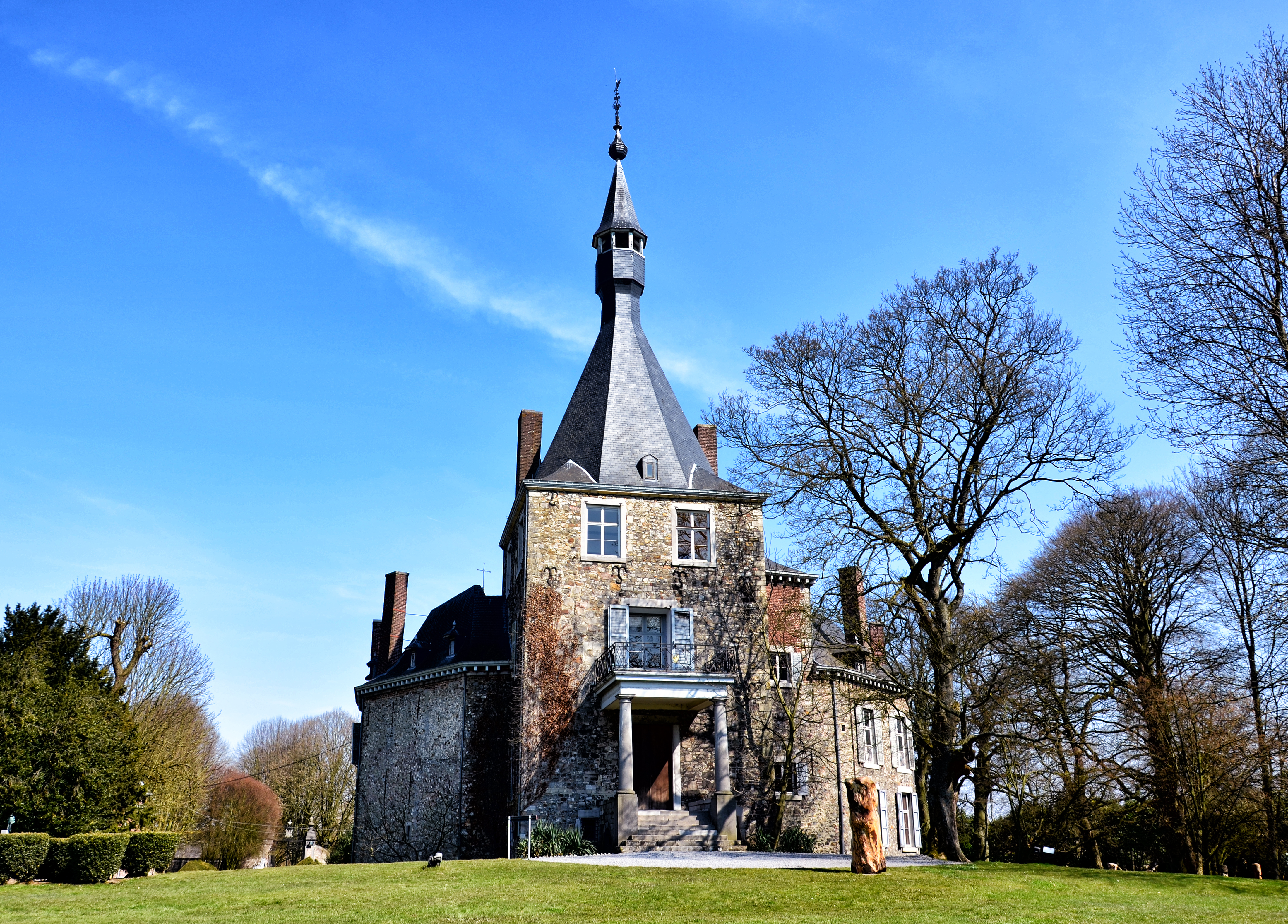
Château de Waroux, Ans

### Niederländische und belgische Adelsverleihungen
1591 heiratete Freiherr Philipp von Merode die Burggräfin Anna von Montfort-Calvo a.d.H. Houffalize. Hierdurch wurde 1625 ihr Sohn Philipp infolge der Erbschaft zum Burggrafen von Montfort-Calvo erhoben. Am 21. Mai 1626 wurde Philipp der spanisch-niederländische Titel Marquis de Westerloo mit Primogenitur verliehen.
Die Heirat des Grafen Philipp Franz von Merode (1696–1742) im Jahre 1704 mit Brigitte Louise Princesse de Rubempré führte zu einer weiteren Titelübernahme. Ihre Enkelin Maria Catharina (1743–1794) hatte neben dem Adelstitel ihrer Großmutter auch den Titel ihres Großvaters geerbt und führte die erblichen Adelstitel Gräfin von Merode und Princesse de Rubempré et d’Everberghe, den sie wiederum an ihren Ehegatten den Grafen Philipp Maximilian Werner von Merode weitergab. Dessen Vater war Graf Jean-Philippe-Eugène de Merode-Westerloo (1674–1732), 5. Marquis de Westerloo - Prinz von Merode. 

### Spanisch-habsburgische Ehren

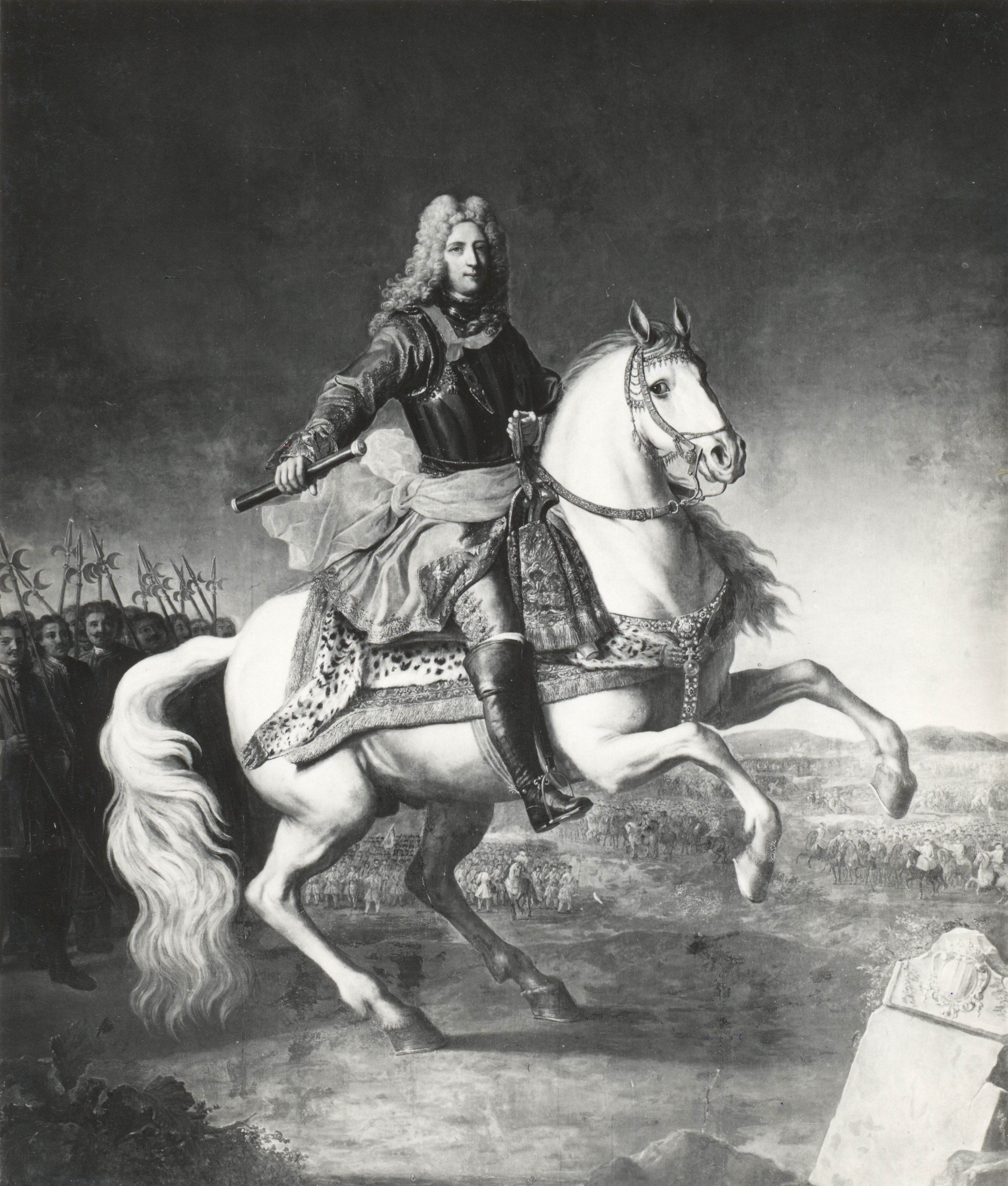
Generalfeldmarschall Graf Jean Philippe Eugène de Merode-Westerloo (Gemälde von Jacob van Schuppen, 1725)

1709 wird Graf Jean Philippe Eugène de Merode-Westerloo, 5. Marquis de Westerloo, seit 1705 in kaiserlich-habsburgischen Diensten, zum „ Grande von Spanien“ ernannt und 1717 zum kaiserlichen Generalfeldmarschall befördert.

### Niederländischer Grafentitel und belgische Fürstentitel
Alle heutigen Namensträger sind Nachkommen des Ministers der österreichischen Niederlande Charles Graf von Mérode von Westerloo, Fürst von Rubempré und Everberghe (1762–1830) sowie seiner Gemahlin Marie d’Ongnies de Mastaing, Prinzessin von Grimberghe. Seine drei Söhne begründeten drei Linien: Henri de Merode (1782–1847) die Linie auf Merode und Westerlo (erloschen 1977), Félix (1791–1857) die Linie Rixensart (heute auch auf Merode und Westerlo), Werner (1797–1840) die Linie Everberg.
Am 18. Juni 1823 erhielt Graf Wilhelm Carl von Merode den niederländischen Grafentitel „de Merode“ und Marquis de Westerloo mit Erbfolgerechten. Ebenfalls mit niederländischer Genehmigung erhielt die Ehegattin Marie Joséphine Félicité des Mastaing, Comtess d’Ognies, den Titel einer Princesse de Grimberghe (primolog) und am 11. Juli 1827 mit belgischer Genehmigung den Titel Princess de Rubumpré (ohne Everberghe).
Am 20. März 1846 wurde dem Adelsgeschlecht durch belgische Verleihung der Titel Prince bzw. Princesse de Merode übertragen, und mit „Allerhöchster Entschließung“ vom 5. Juni 1922 wurde für Charles Prince de Merode (1887–1977) folgende letztgültige Verleihung festgelegt: Prince de Merode, 9. Prince de Rubempré, 6. Prince de Grimberghe, Marquis de Westerloo.
Ihm folgte aus der II. Linie des Hauses Merode, dessen Stammvater Graf Félix de Mérode (1791–1857) war, Xavier Prince de Merode, 10. Prince de Rubempré, 7. Prince de Grimberghe, Marquis de Westerloo (1910–1980). Ihm folgte 1980 sein Sohn und jetziger „Chef des Hauses“ Charles-Guillaume Prinz von Merode, 11. Prince de Rubempré, 8. Prince de Grimberghe und Marquis de Westerloo (* 27. Mai 1940). Alle Nachkommen führen den Titel Prince bzw. Princesse de Merode.
Aus der III. Linie des Hauses, dessen Stammvater Graf Werner von Merode (1797–1840) war, stammte Princesse Antoinette de Mérode-Westerloo (1828–1864) die 1846 den späteren Fürsten Charles III. von Monaco ehelichte. Sie war die Mutter von Fürst  Albert I.

## Wappen
Das Stammwappen zeigt innerhalb eines blauen Dornenrandes in Gold vier rote Pfähle. Auf dem Helm mit rot-goldenen Decken eine wachsende flugbereite natürliche (oder goldene) Fledermaus.

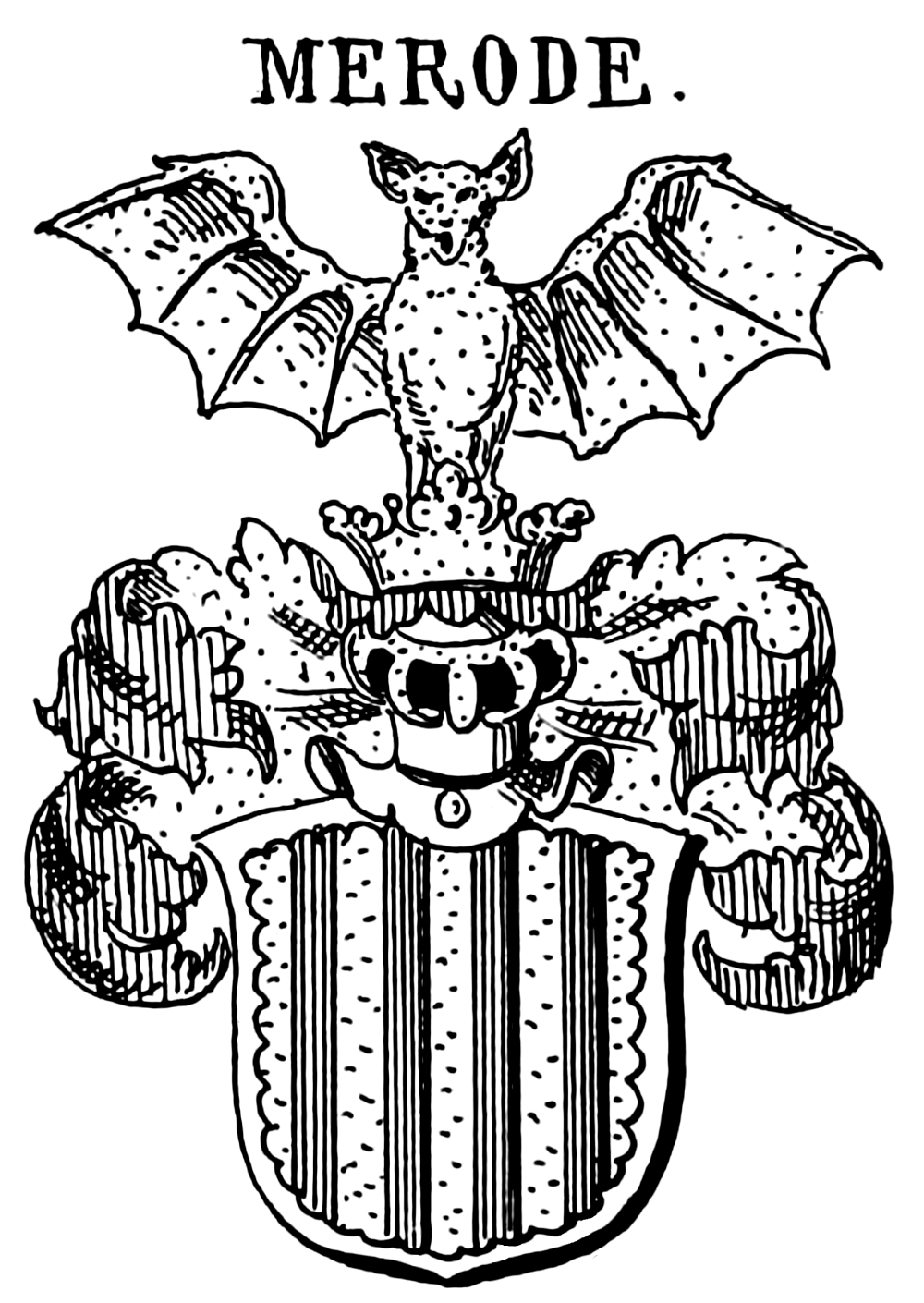
Stammwappen derer von Merode
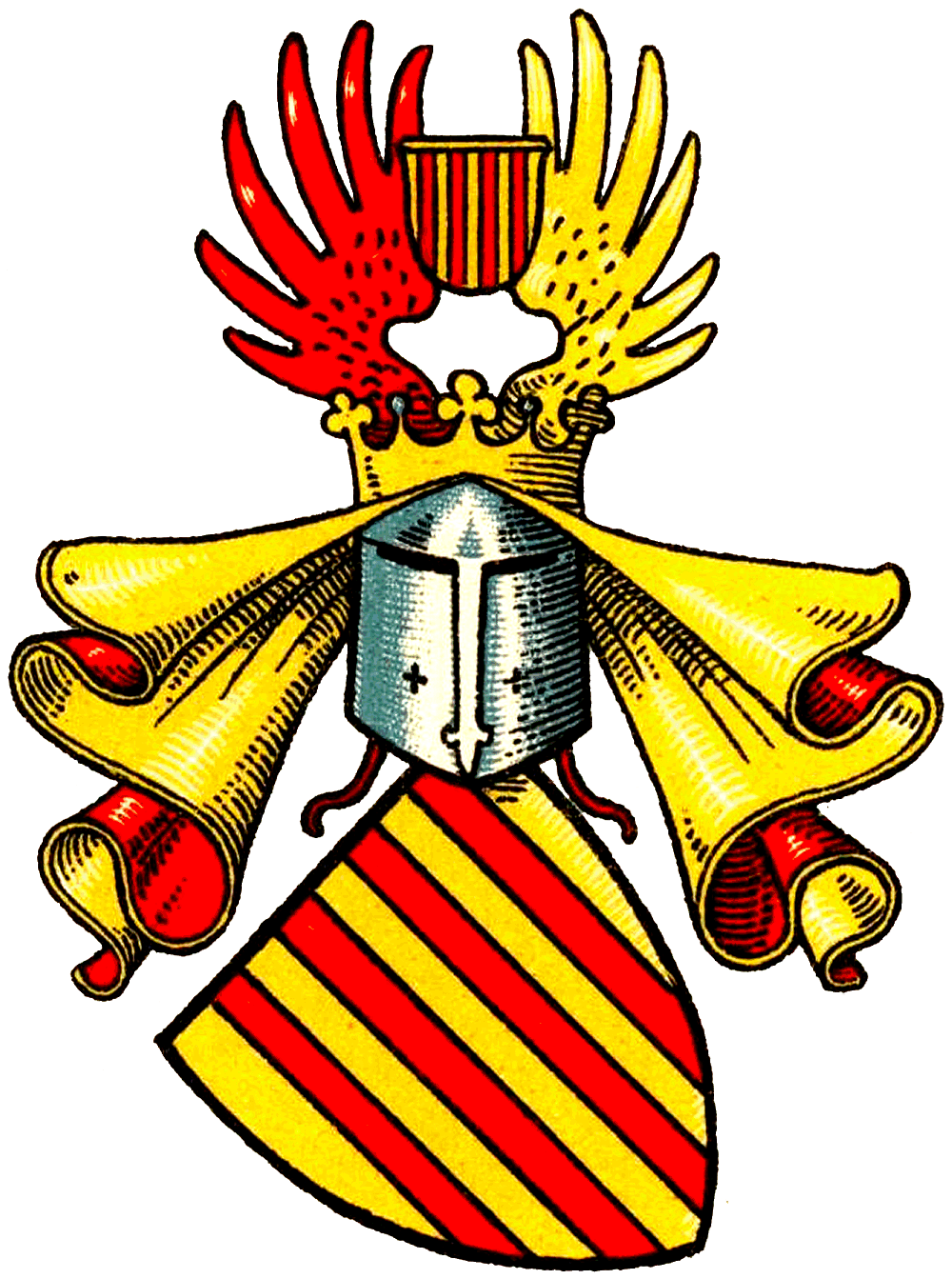
Wappen derer von Merode im Wappenbuch des Westfälischen Adels
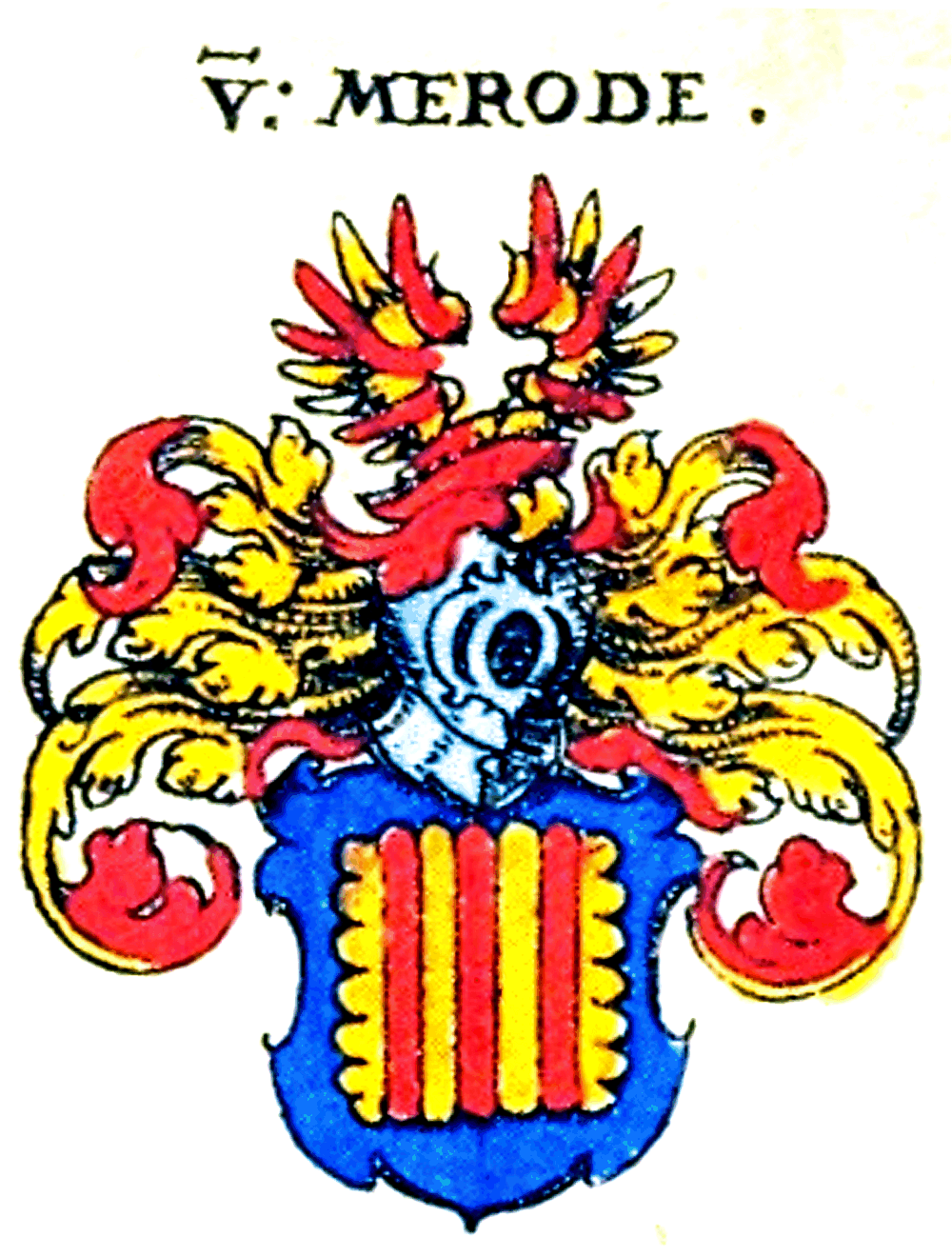
Abbildung in Johann Siebmachers Wappenbuch von 1605
Wappen des Jean-Philippe-Eugène de Merode-Westerloo
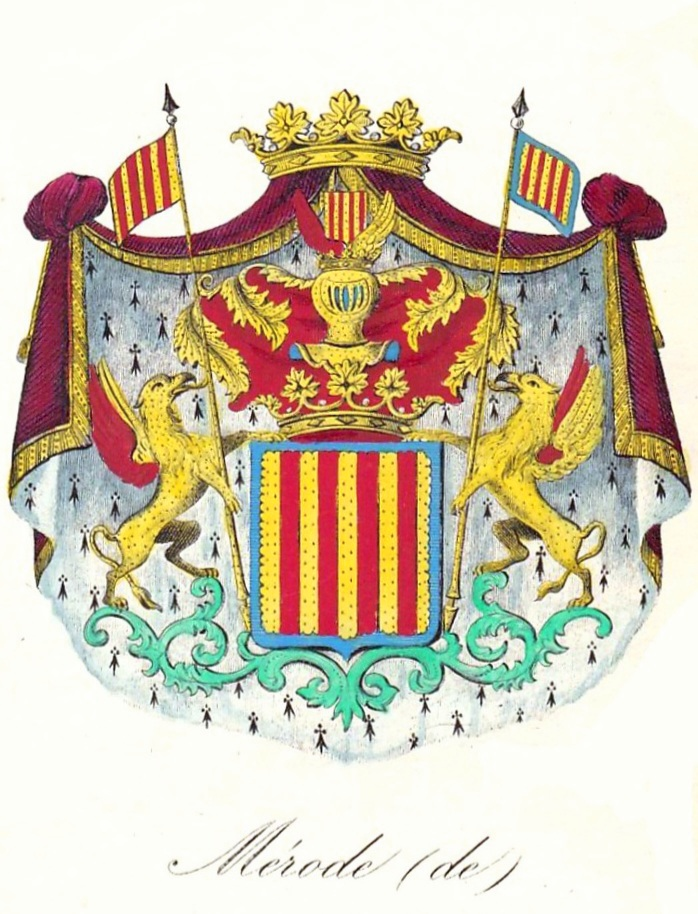
Merode-Wappen mit Wappenmantel und Greifen-Schildhaltern (1845)

## Schloss Merode

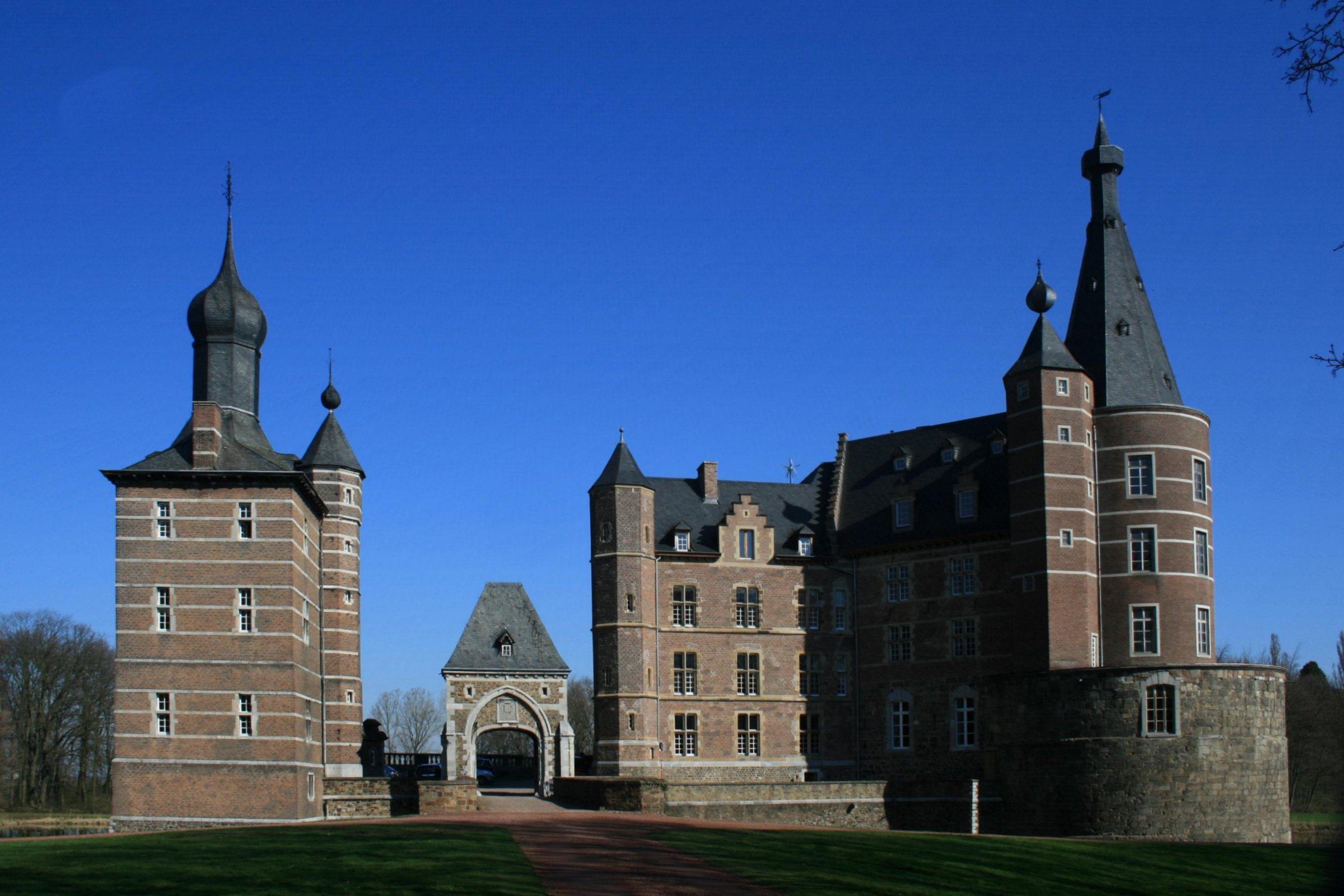
Schloss Merode

Das ursprüngliche Stammhaus aus dem 12. Jahrhundert, das jetzige Schloss Merode in Merode (Langerwehe), befindet sich im Privatbesitz von Charles-Louis Prinz von Merode und dessen Familie. Prince Charles-Louis ist Präsident der Europäischen Gemeinschaft historischer Schützenbruderschaften und Prior des Ritterordens vom Heiligen Sebastian in Europa.

## Belgische und französische Besitzungen
Dem Fürsten de Mérode als Oberhaupt der Familie gehören neben dem Stammschloss Merode im Rheinland bis heute die Güter Westerlo und Rixensart in Belgien. Andere Zweige der Familie besitzen weitere Güter in Belgien und Nordfrankreich.
Schloss Everberg, einst Sommersitz der Linie Rubempré, befindet sich bis heute im Besitz der Familie.
Maximilien-Antoine de Mérode, Herr von Ham-sur-Heure aus dem Zweig Mérode-Deinze, heiratete 1628 Anne-Françoise de Carondelet, Erbin von Schloss Solre-sur-Sambre, Erquelinnes (Belgien). Bis 1857 blieb dieser Besitz in der Familie, dann ging er durch Heirat an die Marquis de Wignacourt, doch 1989 kaufte Prinz Alexandre de Merode das Gut zurück, dazu das Schloss Guignicourt-sur-Vence.
Louis de Merode heiratete 1562 Louise de Blois und kam so in den Besitz von Schloss Trélon (Frankreich). Das heutige Schloss wurde durch die Mérodes wieder aufgebaut, die es noch besitzen.

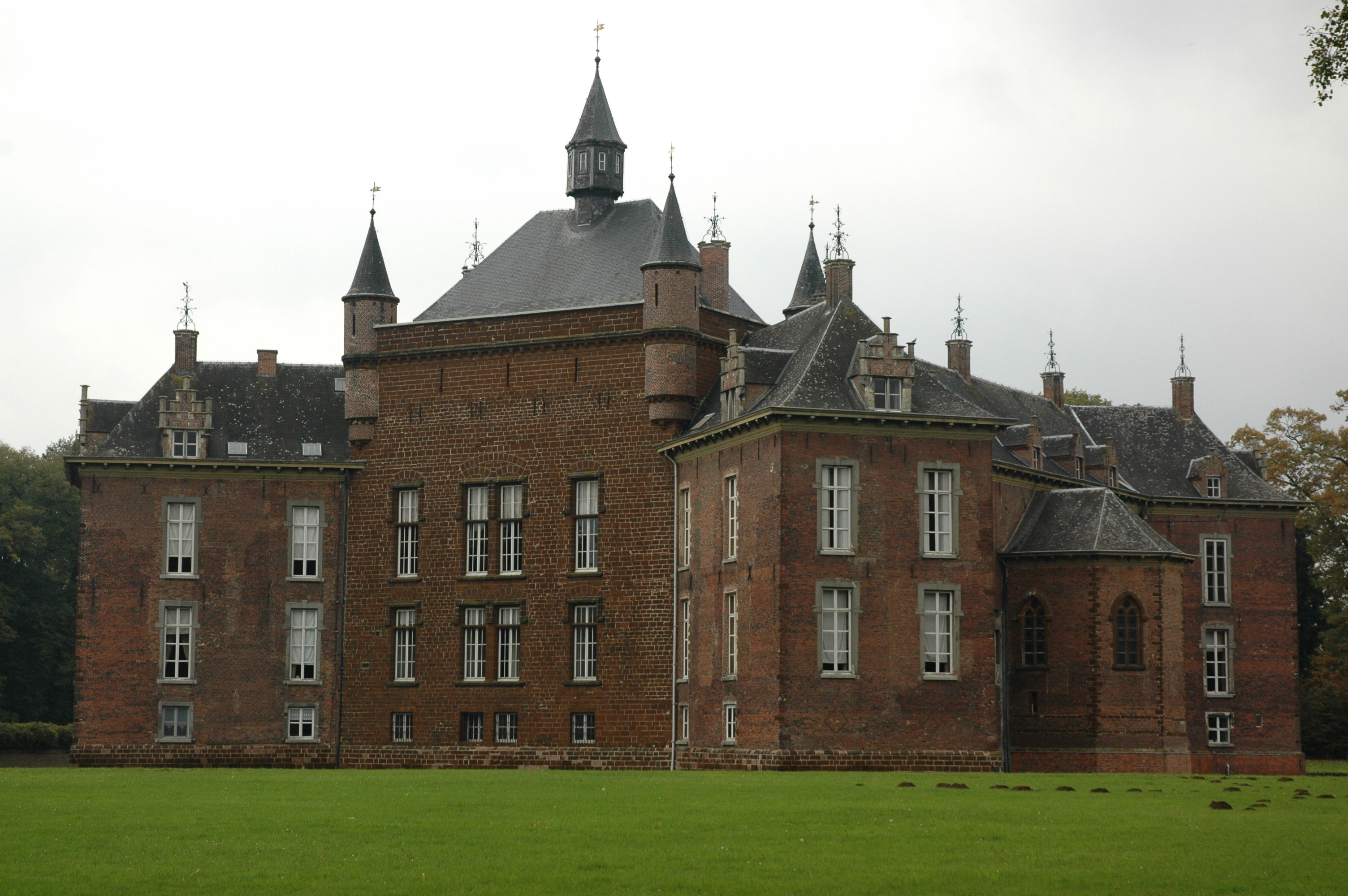
Kasteel de Merode in Westerlo (Belgien)
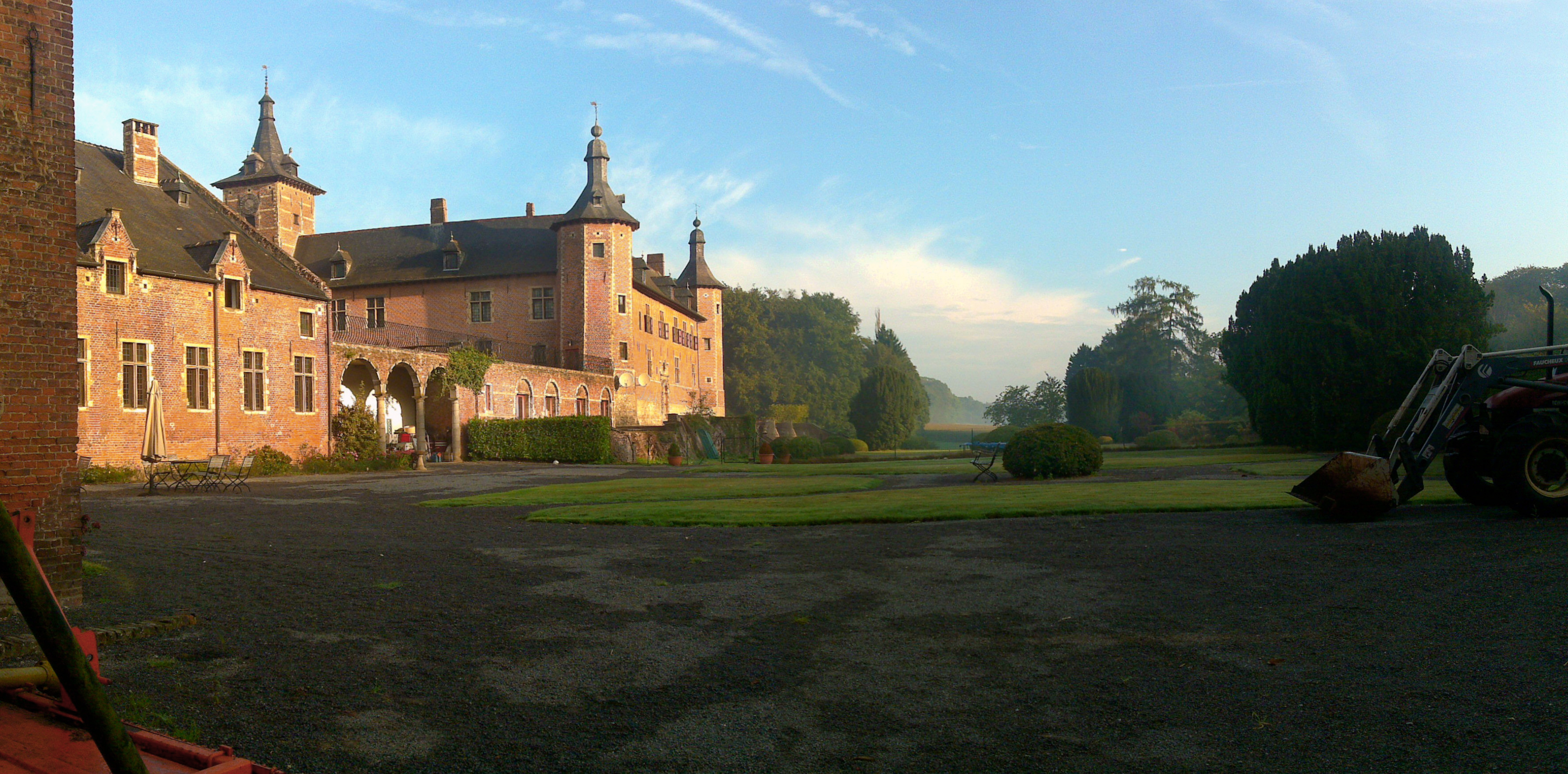
Schloss Rixensart (Belgien)
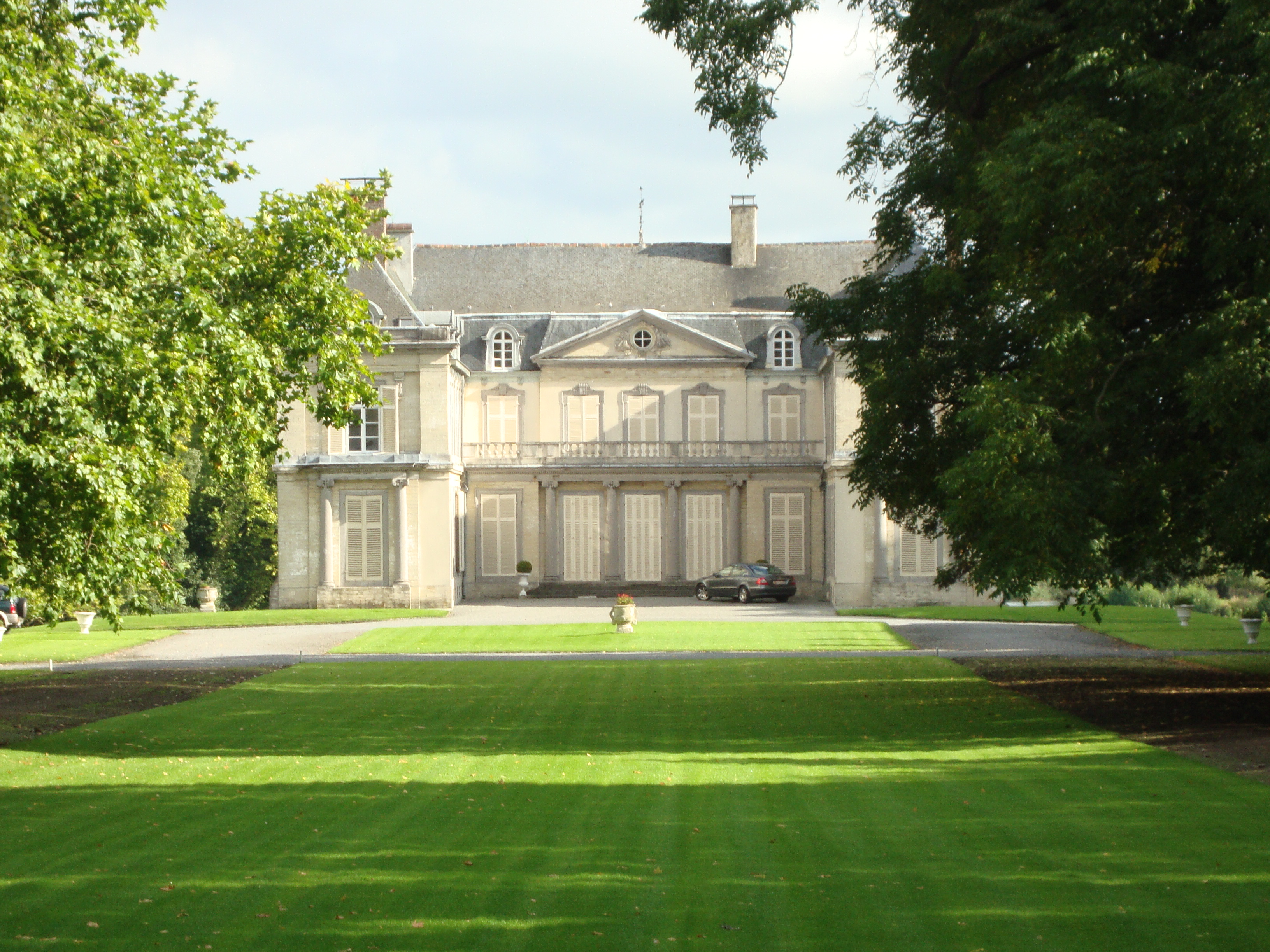
Schloss Everberg (Belgien)
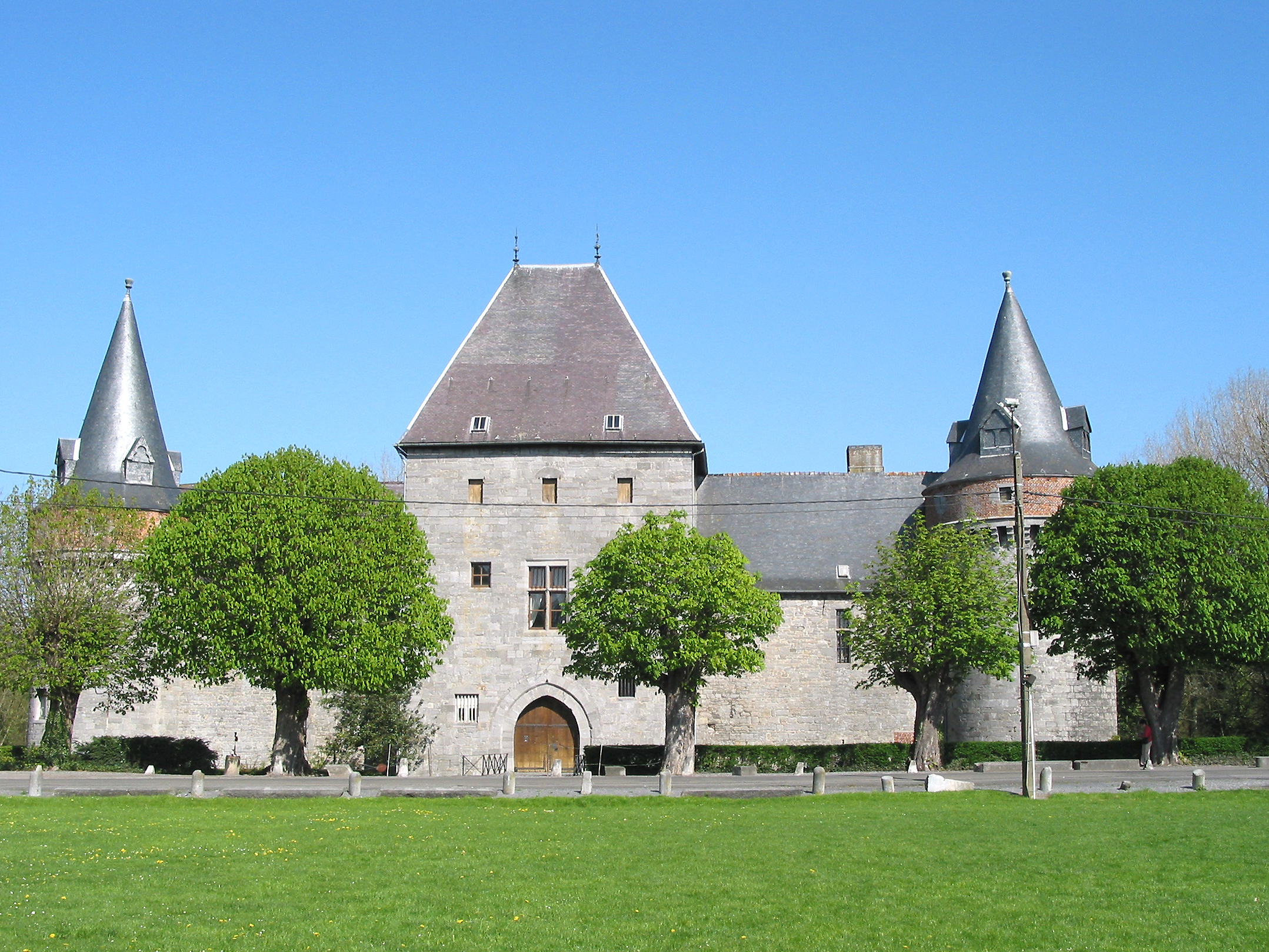
Schloss Solre-sur-Sambre, Erquelinnes (Belgien)
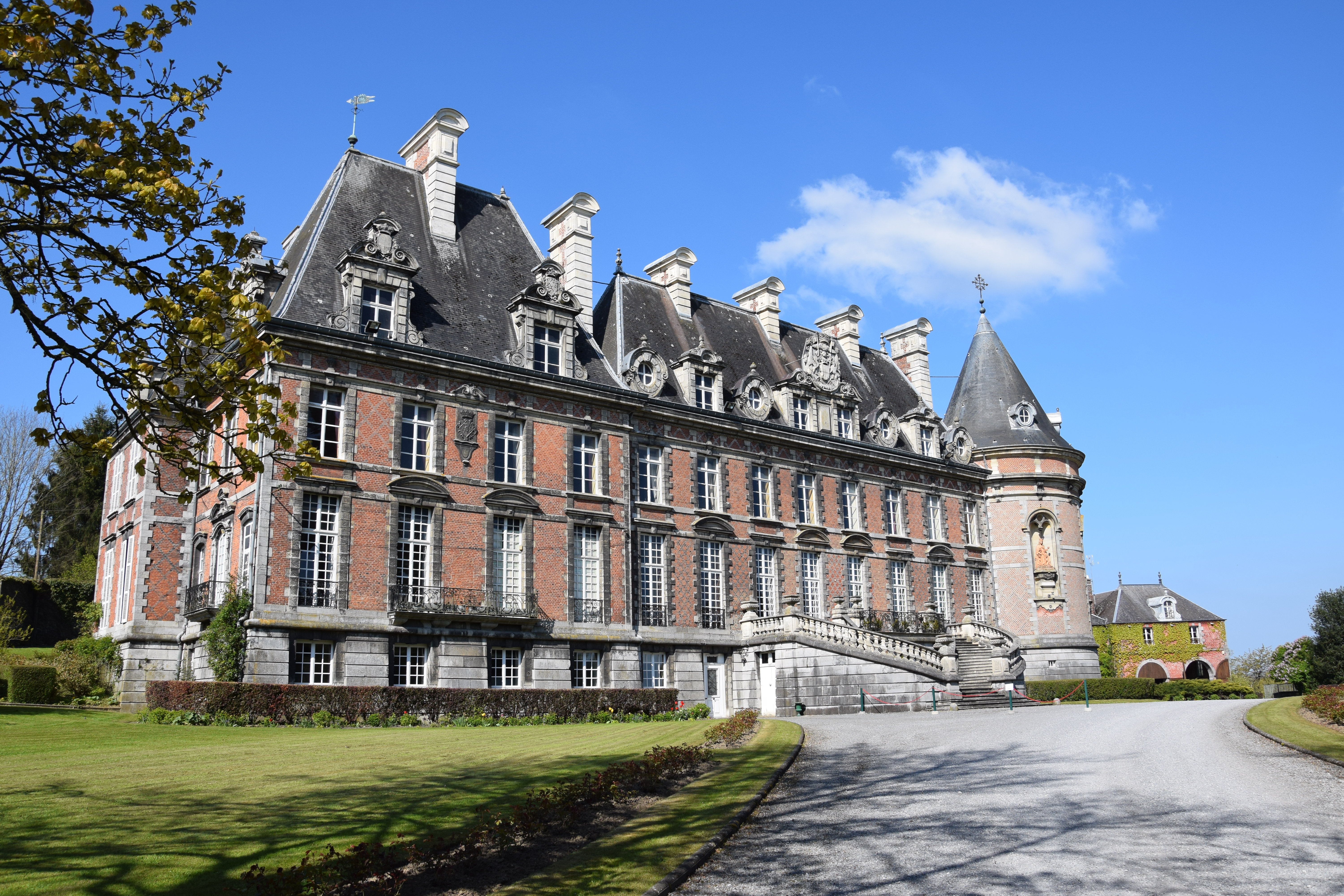
Schloss Trélon (Frankreich)
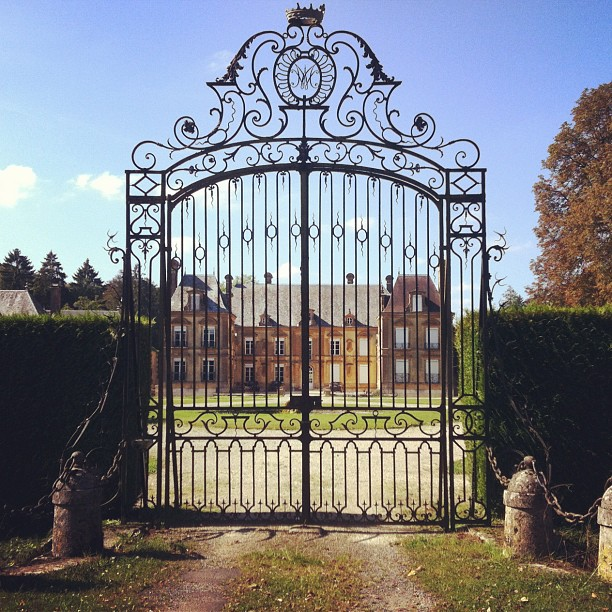
Schloss Guignicourt-sur-Vence (Frankreich)
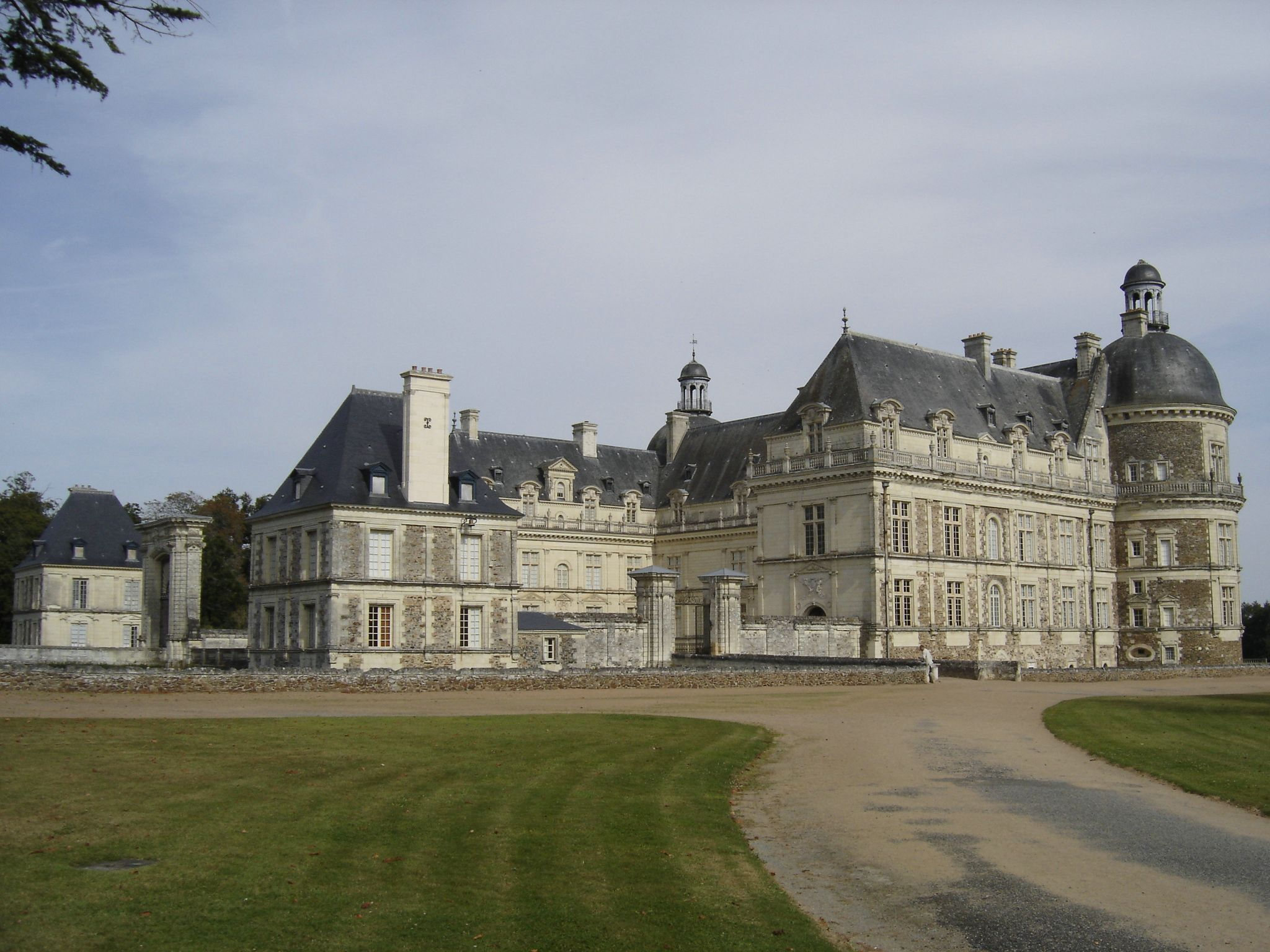
Schloss Serrant (Frankreich)

## Bekannte Vertreter
- Johanna von Merode zu Schloßberg († 1532), Burgherrin der Burg Stolberg
- Jean de Merode (ca. 1589–1633), Offizier im Dreißigjährigen Krieg
- Jean-Philippe-Eugène de Merode-Westerloo (1674–1732), kaiserlicher Feldmarschall
- Philipp Franz von Merode und Montfort (1669–1742), Träger des Goldenen Vließ, Oberststallmeister
- Johann Carl Joseph von Merode-Westerloo (1719–1774), Generalfeldzeugmeister, Träger des Goldenen Vließ[3]
- Félix de Mérode (1791–1857), belgischer Staatsmann
- Xavier de Mérode (1820–1874), belgischer Geistlicher, Titularbischof, Mitarbeiter von Pius IX.
- Charles de Mérode-Westerloo (1824–1892), belgischer Diplomat, Politiker der Katholischen Partei und Präsident des belgischen Senats
- Antoinette de Mérode (1828–1864), Fürstin von Monaco
- Carl von Merode (1853–1909), österreichischer Landschaftsmaler
- Henri de Merode-Westerloo (1856–1908), belgischer Politiker, Bürgermeister von Westerlo, Außenminister und Präsident des Senats
- Cléo de Mérode (1875–1966), französische Ballerina und Varieté-Tänzerin
- Amaury de Merode (1902–1980), belgischer Motorsportfunktionär, Präsident der FIA (1971–1975)
- Werner de Merode (1914–1995), belgischer Botschafter
- Charles-Louis Prinz von Merode (* 1948), Ritter des Orden vom Goldenen Vlies sowie Prior des Ritterordens vom Heiligen Sebastian in Europa
- Emmanuel de Merode (* 1970), belgischer Anthropologe, Direktor des Virunga National Parks